# Liste von Zwillingswendeltreppen
Die Liste von Zwillingswendeltreppen enthält Beispiele von Zwillingswendeltreppen. Diese wurden in den mittelalterlichen Bauhütten entwickelt und besitzen zwei Zentren, um die zwei Läufe in spiegelbildlichen Kreisen geführt sind. An den Verbindungsstellen der beiden Läufe können sich steigende Personen in jedem Geschoss für einen der beiden Läufe entscheiden. Wird in jedem Geschoss die Richtung gewechselt, dann hat die Steigespur den Grundriss der Zahl Acht.

## Liste von Zwillingswendeltreppen
| Baujahr Treppe    | Land        | Ort                | Gebäude                           | Bild | Bemerkung/Ansicht                                                                                              |
| ----------------- | ----------- | ------------------ | --------------------------------- | ---- | --- |
| um 1440           | Slowakei    | Košice             | Dom der Heiligen Elisabeth        |      | älteste erhaltene Zwillingswendeltreppe                                                                        |
| 1499–1500         | Österreich  | Graz               | Grazer Burg                       |      | → Hauptartikel : Doppelwendeltreppe Graz                                                                       |
| bis 1505          | Österreich  | Eferding           | Pfarrkirche Eferding              |      | anderenorts abgetragene und eingefügte Zwillingswendeltreppe in der Nordwestecke des Langhauses zur Westempore |
| 1. Hälfte 16. Jh. | Österreich  | Kirchberg am Walde | Ehemaliges Allerheiligen-Hospital |      | anderenorts abgetragene und eingefügte Zwillingswendeltreppe                                                   |
| ab 1579           | Deutschland | Schorndorf         | Evangelische Stadtkirche          |      | |
| 1588              | Deutschland | Butzbach           | Landgräfliches Schloss Butzbach   |      | |
| 1706–1721         | Deutschland | Erlangen           | Altstädter Kirche                 |      | |
| 1737–1740         | Deutschland | Dresden            | Palais Brühl                      |      | |
| Mitte 18. Jh.     | Österreich  | Vorau              | Stift Vorau                       |      | |
| 1760–1770         | England     | London             | Syon Park House Estate            |      | Entwurf |
| 1779–1782         | Deutschland | Münster            | Romberger Hof                     |      | |
| 1785–1787         | Polen       | Breslau            | Wallenberg-Pachaly-Palais         |      | |
| 1895–1905         | Deutschland | Berlin             | Land- und Amtsgericht I           |      | |
| um 1900?          | Mexiko      | Mexiko-Stadt       | Gran Hotel Ciudad de México       |      | ehemaliges Centro Mercantil                                                                                    |
| 1904–1912         | Österreich  | Graz               | Landeskrankenhaus Graz            |      | |